# Айзекс, Сьюзан
Сьюзан Айзекс (англ. Susan Isaacs; род. 7 декабря 1943) — американская писательница и сценаристка.

## Биография
Родилась в Бруклине, в Нью-Йорке. Получила образование в колледже Квинс, и работала главным редактором в журнале «17». Вышла замуж за Элкана Абрамовича, адвоката. В 1968—1970 годах оставила работу, присматривала дома за своим новорожденным сыном Эндрю. 3 года спустя, в 1973 году родила дочь Элизабет. В течение этого времени она подрабатывала написанием журнальных статей и политических статей. В данный момент живёт с мужем в Лонг-Айленде.
Её первый роман был опубликован в 1978 году. Книга стала бестселлером. Её романы были переведены на 30 языков. Также писала обзоры книг для известных изданий.

## Переводы
В России вышел роман «После всех этих лет».

## Экранизации Сьюзан Айзекс
- Компрометирующие позы
- Свет во тьме